# Куэнде, Жан-Ив
Жан-Ив Куэнде (фр. Jean-Yves Cuendet, род. 20 февраля 1970 года, Ле-Сентье, Швейцария) — швейцарский двоеборец, бронзовый призёр зимних Олимпийских игр 1994 года и чемпионата мира 1995 года в командном первенстве.

## Спортивная биография
29 декабря 1990 года Жан-Ив Куэнде дебютировал в Кубке мира на этапе в немецком городе Обервизенталь.
В 1994 году Куэнде принял участие в своих первых зимних Олимпийских играх в норвежском Лиллехаммере. В личном первенстве Жан-Ив удачно выполнил прыжковую часть, заняв 7-е место, но в лыжной гонке швейцарский двоеборец показал лишь 20-е время, тем не менее ему удалось сохранить итоговое 7-е место. В командных соревнованиях швейцарцы выступили очень удачно и завоевали бронзовые медали Игр. Спустя месяц после Игр в Лиллехаммере Куэнде стал бронзовым призёром в личной гонке на этапе Кубка мира в японском Саппоро. В 1995 году швейцарская сборная повторила результат Олимпийских игр и заняла третье место на чемпионате мира.
На зимних Олимпийских играх 1998 года в Нагано Куэнде не смог показать высоких результатов. В индивидуальной гонке после прыжков Жан-Ив занимал 21-е место с отставанием от лидера в 3 с половиной минуты. 15-километровая гонка не смогла существенно повлиять на распределение мест и Куэнде занял итоговое 17-е место. В командном первенстве швейцарская сборная показала лучшее время на лыжне, но неудачная прыжковая часть позволила сборной занять только 7-е место.
Дважды Куэнде выигрывал и ещё раз занимал третье место на этапах Кубка мира Б. В 1998 году швейцарский двоеборец завершил спортивную карьеру.